# تروفيو بيفا 2023
تروفيو بيفا 2023 (بالإيطالية: Trofeo Piva 2023)‏ هو سباق دراجات هوائية، وهو الموسم الرابع والسبعين من تروفيو بانكا بوبولار دي فيتشنزا ‏، وأقيم في 2 أبريل 2023.
فاز بالمركز الأول Giacomo Villa ‏، وفاز بالمركز الثاني Alessio Martinelli ‏، وفاز بالمركز الثالث Davide De Pretto ‏.

## الفرق
| فرق برو (2)- Green Project-Bardiani CSF-Faizanè - فريق إيولو كوميت لركوب الدراجات 2023 ‏ فرق قارية (20)- XDS Astana Development Team ‏ - Biesse–Carrera ‏ - Bingoal WB Devo Team ‏ - WSA KTM Graz p/b Leomo ‏ - Bahrain Victorious Development Team ‏ - Cycling Team Kranj ‏ - جنرال ستور بوتولي زارديني ‏ - Israel Premier Tech Academy ‏ - Team Ljubljana Gusto Santic ‏ - Q36.5 Continental Team ‏ - Rad-Net Oßwald ‏ - Sias–Rime ‏ - كولباك-بلان 2023 ‏ - Team Novo Nordisk Development ‏ - Team Technipes #inEmiliaRomagna ‏ - فريق تيرول كيه تي إم للدراجات 2023 ‏ - UC Monaco‏ - Sam–Vitalcare–Dynatek ‏ - Zalf Euromobil Fior ‏ - Gallina Ecotek Lucchini ‏ فريق وطني- منتخب ألمانيا الوطني لسباق الدراجات على الطريق للرجال تحت 23 سنة ‏ فريق دراجات هواة- UC Palazzago‏ فرق أندية الدراجات (11)- A.R. Monex Pro Cycling Team ‏ - AVC Aix-en-Provence ‏ - Mastromarco Sensi Nibali‏ - Solme-Olmo‏ - Trevigiani Phonix–Hemus 1896 ‏ - ASD Pedale Scaligero‏ - Bialini Gomola CCN‏ - Campana Imballagi-Geo & Tex-Trentino‏ - Petroli Firenze-Hopplà‏ - Lotus Cycling Team‏ - Team Gaiaplast Bibanese‏ |  |
| |  |

## التصنيف العام النهائي
| التصنيف العام | التصنيف العام         | التصنيف العام                        | التصنيف العام | التصنيف العام |
| العداء        | العداء                | الفريق                               | الوقت         |               |
| ------------- | --------------------- | ------------------------------------ | ------------- | ------------- |
| 1             | Giacomo Villa ‏        | Biesse–Carrera ‏                      | 4 س 40 د 35 ث |               |
| 2             | Alessio Martinelli ‏   | Green Project-Bardiani CSF-Faizanè   | + 0 ث         |               |
| 3             | Davide De Pretto ‏     | Zalf Euromobil Fior ‏                 | + 0 ث         |               |
| 4             | Sergio Meris ‏         | كولباك ‏                              | + 0 ث         |               |
| 5             | Edoardo Zamperini ‏    | Zalf Euromobil Fior ‏                 | + 0 ث         |               |
| 6             | Alessandro Pinarello ‏ | Green Project-Bardiani CSF-Faizanè   | + 10 ث        |               |
| 7             | Alexander Hajek ‏      | فريق تيرول كيه تي إم للدراجات ‏       | + 10 ث        |               |
| 8             | Giovanni Bortoluzzi ‏  | Bahrain Victorious Development Team ‏ | + 10 ث        |               |
| 9             | David Ruvalcaba ‏      | A.R. Monex Pro Cycling Team ‏         | + 10 ث        |               |
| 10            | Filippo Ridolfo ‏      | Team Novo Nordisk Development ‏       | + 19 ث        |               |
|               |                       |                                      |               |               |
|               |                       |                                      |               |               |